# قیچی جراحی
- در شکل و اندازه‌های مختلف و با اهداف متفاوت مانند بریدن بافت یا مواد جراحی (نخ بخیه و...) طراحی شده‌اند. دارای دو نوع ساده و فنری می‌باشند که نوع فنری آن برای اعمال ظریف جراحی، مانند پلاستیک و چشم طراحی شده‌اند. طرح اصلی شامل دو تیغه با زاویه مایل به همراه قسمتی که برای برش تعبیه شده است، می باشد.[۱]
- در یک ست جراحی جنرال، اغلب یک قیچی میو (کرو) برای جدا کردن بافت‌های ضخیم، یک قیچی متزنبام برای جدا کردن بافت‌های ظریف و یک قیچی راست برای بریدن نخ بخیه موجود می‌باشد.
- قیچی‌ها برای کنترل بهتر و آسان تر در دست جراح، با دسته‌های بلند و تیغه‌های کوتاه، در جراحی‌های عمیق کاربرد دارند.
- پس از هر دوره باید مورد بازبینی قرار گیرند تا از درستی کارکردشان اطمینان حاصل شود.

## نگارخانه

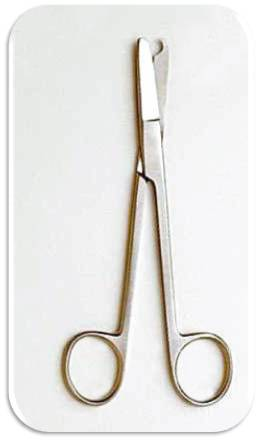
قیچی بند ناف
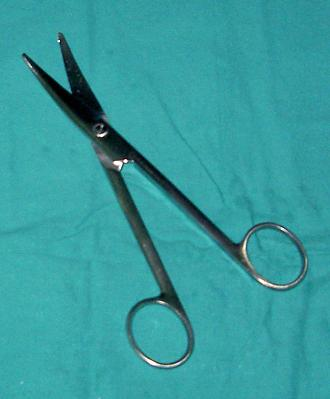
قیچی میو
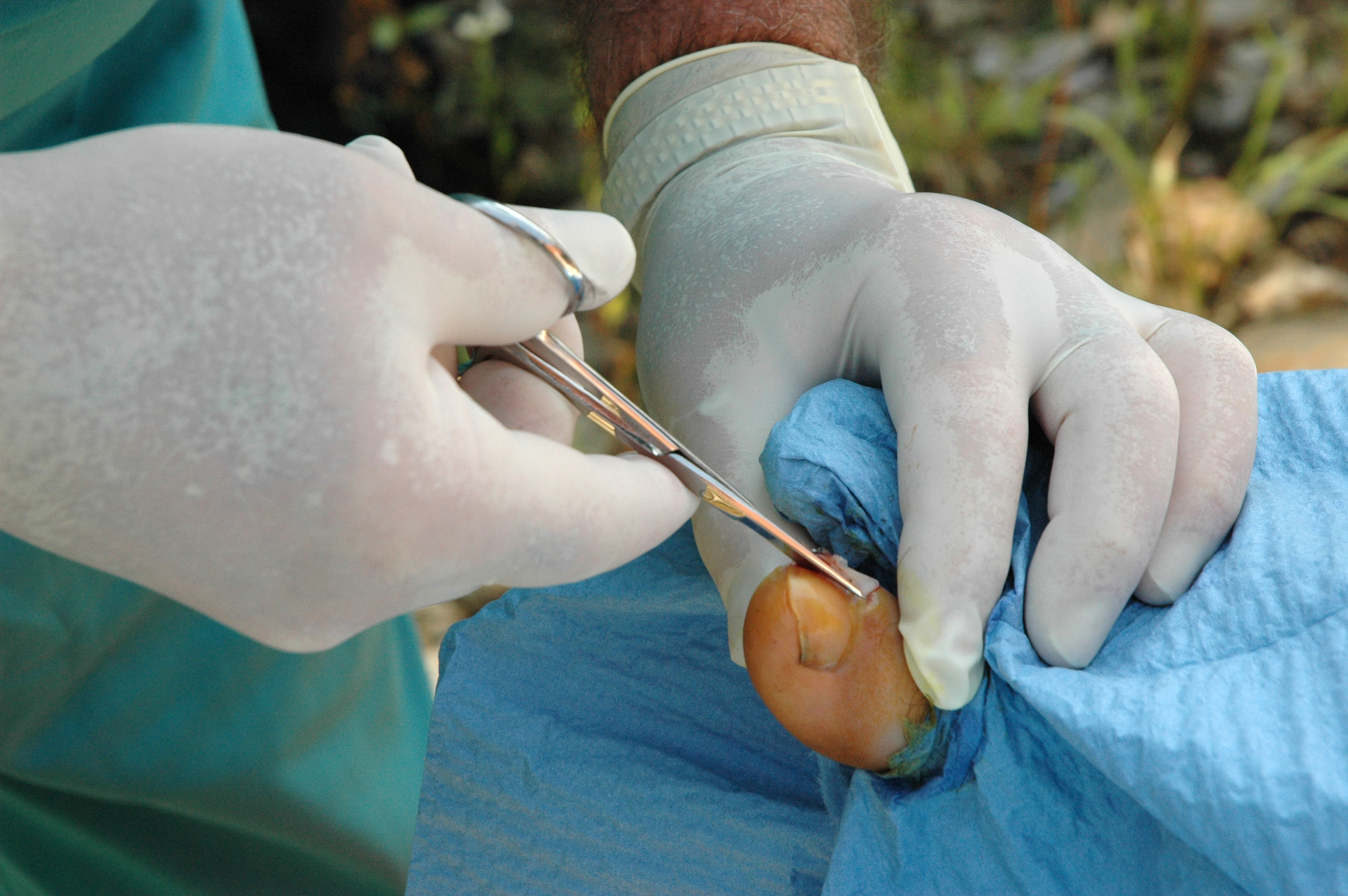
نوعی قیچی متز
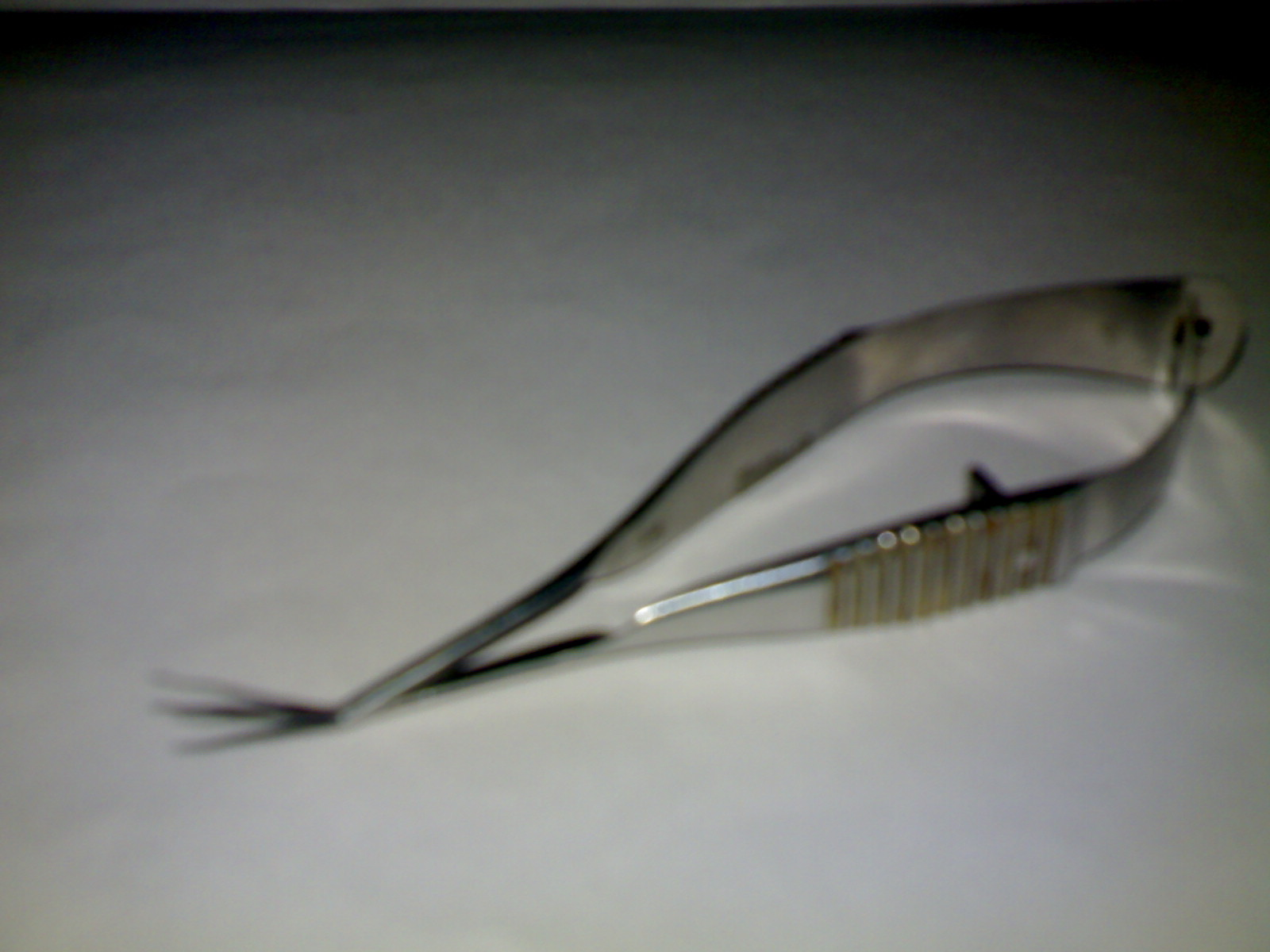
قیچی چشم(فنری)
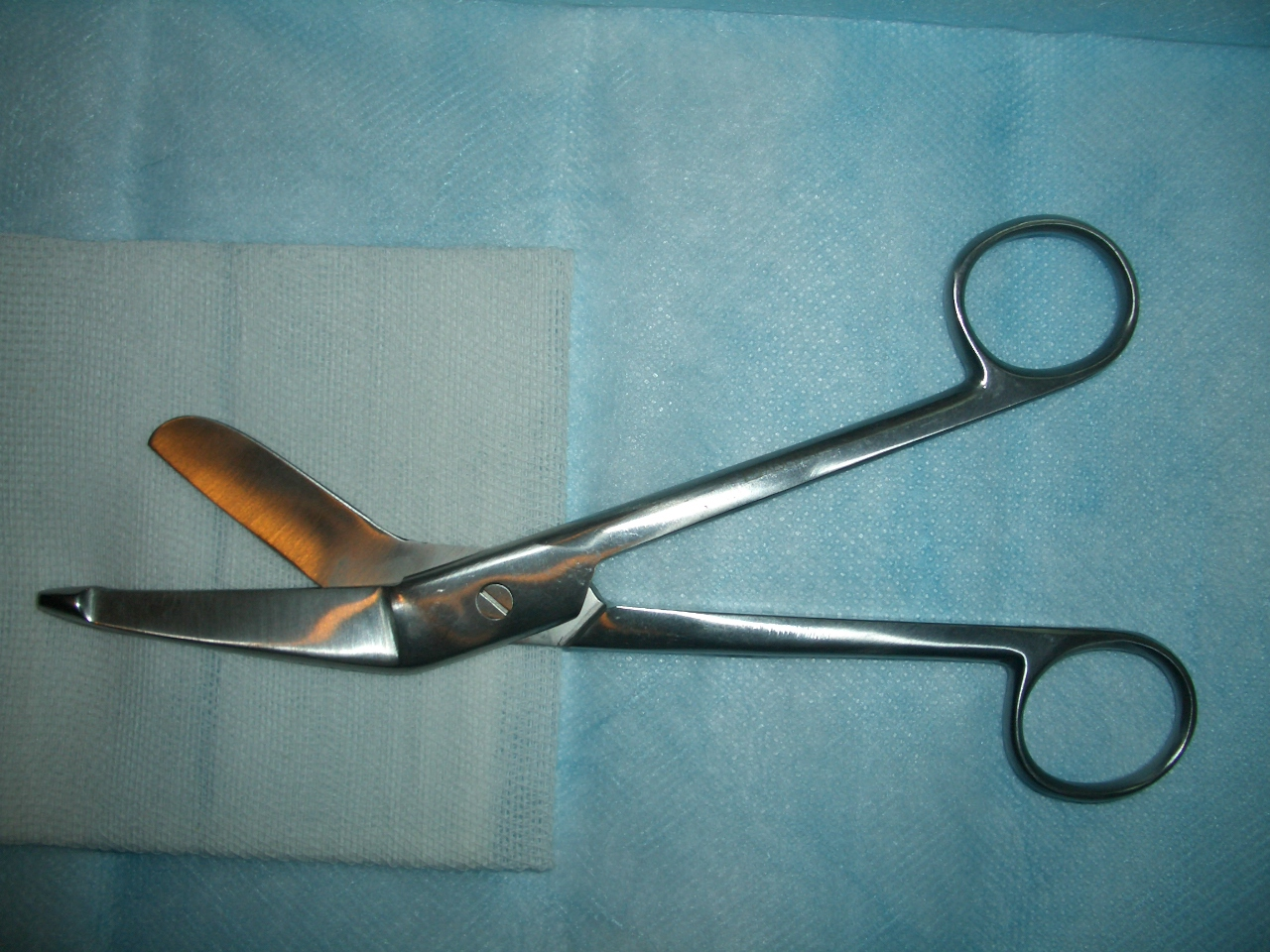
قیچی بانداژ